# بدنه خودرو
بدنه خودرو یا اتاق خودرو بخش بیرونی و قابل مشاهده خودرو است. معمولاً ساختار بدنه اتومبیل (Body Style) به کلاس اتومبیل، ابعاد اتومبیل، قیمت و شرایط محیطی وابسته‌است. به عنوان مثال اتومبیل‌های ۴*۴ برای جاده‌های کوهستانی و اتومبیل‌های کوپه برای حرکت در جاده‌های معمولی مناسب هستند.

## اشکال مختلف بدنه اتومبیل

### کانورتیبل(Convertible)

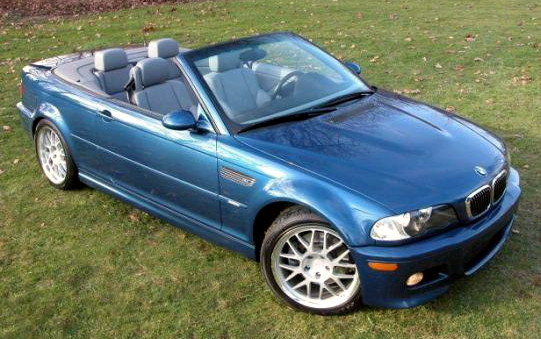
یک بی‌ام‌دبلیو کانورتیبل

این گونه خودروهای دارای سقف جمع شونده فلزی هستند و ظرفیت چهار سرنشین را دارد. سقف این نوع خودروها نسبت به خوروهای سقف چرمی دارای عایق بندی بهتر ولی وزن بیشتر هستند.

### کوپه(Coupé)
خودرویی همراه دو در با ظرفیت ۲ یا ۴ سرنشین است. تفاوت کوپه با سدان (خودروی چهار نفرهٔ معمولی) در طول در جلو، ارتفاع سقف و مقدار فضای سرنشینان عقب است. در خودروی کوپه، طول در بیشتر و ارتفاع سقف و فضای سرنشینان عقب کم‌تر است. البته نوعی از کوپه به نام ۲+۲ وجود دارد که فضای سرنشینان عقبش از کوپهٔ عادی نیز کم‌تر است. اتومبیلی مانند Mercedes Benz CLS 2004 تلفیقی از سدان و کوپه‌است که اصطلاحاً به آن سدان کوپه (fastback) می‌گویند.

### اس.یو. وی متقاطع (XUV or Crossover SUV)
گونه‌ای از اس.یو. وی که بیشتر بر مبنای شاسی خودروهای سدان کوچک شهری است، و از قابلیت آفرود خیلی خوبی برخوردار نیستند.

### فست بک(Fastback)
در این نوع خودرو، سقف با یک زاویه کم و به صورت بیضی شکل به انتهای اتومبیل وصل می‌شود. در فست بک، به این گونه خودروها سدان کوپه نیز می‌گویند.
Mercedes benz CLS/ porsche panamera

### هاچ بک(Hatchback)
در خودروی‌های هاچ بک، در عقب شامل شیشهٔ عقب هم می‌گردد که با باز کردن این در به یک صندوق بار کوچک می‌توان دسترسی داشت. اتومبیل‌های هاچ بک دارای ۲ یا ۴ در هستند که معمولاً با به حساب آوردن در عقب، هاچ بک‌ها در دو نوع ۳ در و ۵ در قرار می‌گیرند.

### نعش کش(Hearse)
این اتومبیل‌ها نوع تبدیل یافتهٔ ماشین‌های لوکس(Luxury Car) هستند که به مراتب درازتر و سنگین تر از اتومبیل‌های عادی بوده و معمولاً برای حمل مرده به کار می‌روند.

### لیفت بک(Liftback)
به فرمی از خودرو می‌گویند که بین سدان و هاچ بک است. در این حالت صندوق عقب از نظر ظاهر مجزا است ولی از نظر باز شدن در صندوق عقب همانند هاچ بک می‌باشد و شیشه عقب با صندوق عقب پیوسته‌است و شیشهٔ عقب این خودروها قوس بیشتری نسبت به سدان‌ها و هاچ‌بک‌ها دارند.

### لیموزین(Limousine)
اتومبیلی گرانقیمت همراه با رانندهٔ مخصوص(chauffeur) که برای حمل اشخاص مهم به کار می‌رود. طول این اتومبیل‌ها بیشتر از اتومبیل‌های عادی است و معمولاً ردیف راننده از ردیف عقب به وسیلهٔ یک شیشه جدا می‌گردد.

### مینی بوس(Minibus)
نمونهٔ کوچکی از اتوبوس که توانایی حمل بیش از ۱۶ نفر را دارد.

### مینی‌ون(MiniVan)
اتومبیلی که دارای ۳ تا ۴ ردیف صندلی همراه با فضای اضافه‌است. نوع سوپرمینی (Supermini) نمونهٔ کوچکی از ون است که دارای ۲ تا ۳ ردیف صندلی است.

### خودروهای عضلانی(Muscle car)
اتومبیل‌هایی با بدنه‌ای نسبتاً سنگین همراه و با قوسهای مواج با یک موتور قوی که معمولاً توسط شرکت‌های آمریکایی تولید می‌شوند، این نوع خودروها بین شرکت‌های معروف آمریکایی رقابت شدیدی به وجود آورده‌اند.

### ام.پی.وی.(MPV)
ام.پی. وی‌ها اتومبیل‌های چند منظوره‌ای هستند (Multi-purpose vehicle). این نوع خودروها فضای داخلی زیادی دارند و حجم بار زیادی را در خود جای می‌دهند ولی برای عبور از معابر شهری مشکلی به وجود نمی‌آورند.

### ناچ بک(Notchback)
طراحی این خودروها از سه قسمت کاملاً تفکیک شده تشکیل شده، در این نوع از خودروها شیشه جلو و شیشه عقب خودرو با زاویه تیزتری نسبت به خودروهای دیگر طراحی می‌گردند، به عبارت دیگر خودرو از دید طراحی سه قسمت جعبه‌ای شکل (به ترتیب قسمتهای: موتور (کاپوت) - کابین - صندوق) به وجود آمده.

### پیک آپ(Pick-up)
نوع کوچک ویا متوسط کامیون است. اتومبیل‌های پیکاپ بر مبنای اتومبیل‌های عادی ساخته نمی‌شوند اما اندازهٔ آن‌ها در در حد اتومبیل‌های عادی است. معمولاً این گونه خودروها در پشتشان یک فضای حمل بار دارند.

### رگ تاپ (Ragtop)
این گونه تلفیقی از رودسترها (ماشین بدون سقف) و کانورتیبل‌ها بوده با این تفاوت که دارای یک سقف نرم قابل تنظیم(Soft Top or Cloth Top) است.

### رودستر(Roadster)
اتومبیلی بدون سقف که قابلیت حمل دو سرنشین را دارد که دارای سقف جمع شونده چرمی نرم (soft top) یا سقف سخت جمع شونده فلزی (hard top)هستند.

### سدان(Sedan)
متداول‌ترین نوع اتومبیل است. سدان‌ها دارای ظرفیت بیش از ۴ سرنشین هستندو دارای ۴ در هستند، سدانها نوعهای مختلف و گوناگونی دارند که از نظر طول و عرض و ابعاد با یکدیگر فرق دارند.

### شاسی‌بلند(SUV)
تلفیقی از خودروهای Off-Road و ۴WD هستند. تولید SUVها گسترش یافته و دارای امکانات رفاهی و قابلیت‌های رانندگی بهتری گشته‌اند. مرسدس بنزهای کلاس ML , G , GL جز ردهٔ SUV محسوب می‌شوند.

### اسپایدر (Spyder or Spider)
گونه‌ای از رودسترها می‌باشند، با این تفاوت که اکثر خودروهای اسپایدر سوپر اسپرت هستند، خودروهای اسپایدر موتور وسط(AUDI R8 spider) یا عقب (ferrari 458 spyder) هستند که اکثر آن‌ها سقف چرمی هستند.
lamborghini gallardo spyder

### واگن استیشن(Station Wagon)
خودرویی شاسی بلند که دارای فضایی برای حمل بار در پشت می‌باشد. معمولاً از طریق یک در پشتی می‌توان به محفظهٔ بار دسترسی داشت.

### سقف تارگا(Targa Top)
گونه‌ای از سمی کانورتیبل‌ها همراه با یک سقف تاشو که مخصوص ماشین‌های اسپرت است. تارگا تاپ به صورت انحصاری متعلق به شرکت پورشه‌است. این استیل بر گرفته شده از Porcshe 911 Targa پس از رالی Targa Floria است. در برخی از قطعات سقف و قاب پنجره در این استیل از کروم استفاده می‌شود.

### ون(Van)

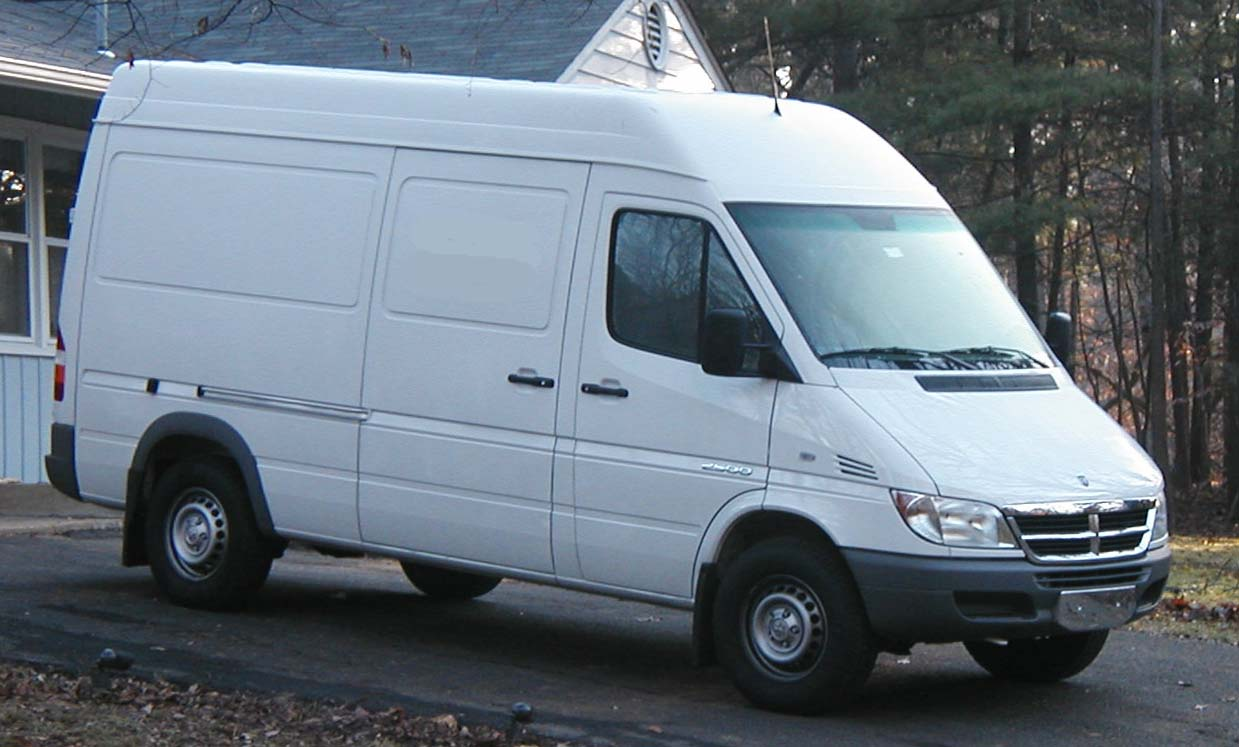
نمونه یک خودرو ون

گونه‌ای از کامیون که بر مبنای واگن ساخته می‌شود و برای حمل مسافر و تبلیغات کاربرد دارد. معمولاً ون‌ها فاقد پنجره‌ای کناری می‌باشند.
خودروهای ون به دلیل طراحی خاص خود، ویژگی‌ها و کاربردهای منحصر به فردی دارند. در ادامه به بررسی جوانب مختلف بدنه خودروهای ون می‌پردازیم:

### 1. طراحی بدنه
- شکل و اندازه: خودروهای ون معمولاً بدنه‌ای بلند و عریض دارند که امکان حمل بار و جابجایی مسافران بیشتری را فراهم می‌کند. آنها معمولاً بر روی شاسی‌بلند ساخته می‌شوند که به آنها اجازه می‌دهد تا در داخل فضای بیشتری نسبت به خودروهای سواری داشته باشند.
- درب‌ها: این خودروها معمولاً دارای درب‌های کشویی در کنار خودرو هستند که به راحتی در مکان‌های باریک باز می‌شوند و این ویژگی به راحتی ورود و خروج در مکان‌های شلوغ کمک می‌کند.
- پنجره‌ها: ون‌ها معمولاً دارای پنجره‌های بزرگ و زیاد در بدنه هستند که دید بهتری برای مسافران و نور بیشتری را به داخل فراهم می‌آورد.

### 2. ویژگی‌های کاربردی
- فضای داخلی: ون‌ها به طور کلی برای کاربردهای تجاری و خانوادگی طراحی شده‌اند و فضای داخلی آن‌ها به گونه‌ای است که می‌تواند به راحتی به صورت‌های مختلف پیکربندی شود؛ برای مثال، می‌توان صندلی‌ها را جابه‌جا کرد یا حتی به طور کامل خارج کرد تا فضای بیشتری برای بار فراهم شود.
- استحکام و دوام: بدنه ون‌ها معمولاً از جنس فولاد مقاوم یا آلومینیوم ساخته می‌شود که باعث افزایش دوام و ایمنی آن‌ها می‌شود. این نوع بدنه‌ها برای استفاده‌های مکرر و حمل بارهای سنگین مناسب هستند.

### 3. کاربردها
- نقل و انتقال بار: ون‌ها به خاطر فضای بزرگ داخلی و ظرفیت بار بالای خود، برای حمل و نقل کالاها و تجهیزات بسیار مناسب هستند.
- نقل و انتقال مسافر: در استفاده‌های خانوادگی، ون‌ها به دلیل فضای زیاد و راحتی که برای مسافران فراهم می‌کنند، گزینه مناسبی هستند. این خودروها می‌توانند به راحتی تعداد زیادی از مسافران را جابجا کنند و معمولاً دارای صندلی‌های راحت و فضای پا برای مسافران هستند.
- استفاده‌های ویژه: بعضی از ون‌ها به منظور استفاده‌های ویژه مانند آمبولانس‌ها، خودروهای خدماتی و حتی کاروان‌های تفریحی طراحی می‌شوند.

### 4. امنیت و تکنولوژی
- ویژگی‌های ایمنی: بسیاری از ون‌ها به ویژگی‌های ایمنی پیشرفته‌ای مانند سیستم‌های ترمز ضدقفل، کیسه‌های هوایی و سیستم‌های کنترل پایداری مجهز هستند که ایمنی را در حین رانندگی افزایش می‌دهد.
- تکنولوژی و راحتی: بسته به مدل و برند، ون‌ها ممکن است به تکنولوژی‌های مدرن مانند سیستم‌های ناوبری، صفحه نمایش لمسی و سیستم‌های صوتی پیشرفته مجهز شوند که راحتی و رفاه بیشتری را برای مسافران فراهم می‌آورند.

## ایمنی
در هنگام بروز تصادفات بدنه خودرو باید با جذب و تبدیل انرژی وارده از سرنشینان حفاظت کند.